# Mountain Home (Arkansas)
Mountain Home város az USA Arkansas államában, Baxter megyében, melynek megyeszékhelye is. Lakosainak száma 12 825 fő (2020. április 1.).

## Népesség
A település népességének változása:
| Lakosok száma | 137  | 12 448 | 12 825 |
|               | 1880 | 2010   | 2020   |